# Зграда Среског начелства у Нишу
Зграда Среског начелства у Нишу, данас Палата правде, угаоно је здање у чистој сецесији, и једна од првих велелепних грађевина са почетка 20. века, која је са источне стране уоквирла и дала данашњи изглед Синђелићевом тргу, једном од централних архитектонских целина у Нишу. Не зна се ко је зграду пројектовао, али се зна да је грађевинске радове извео предузимач Милан Стефановић из Ниша. 
Касније је зграда служила као Окружни и Срески суд. Године 1937. на згради је дограђено крило, а 1957. још један спрат, тако да је изглед фасада поједностављена, уништавањем целокупне сецесијске декорација. Деведесетих година 20. века, на захтев Завода за заштиту споменика културе из Ниша, која је објекат прогласила културним добром, згради је враћена сва сецесијска декорација.

## Положај
Зграда је лоцирана на угаоној парцели Синђелићевог трга, једног од најпрометнијих градских тргова у централном делу Града Ниша, непосредно уз главну градску и међународну саобраћајну артерију Ниш—Софија која води према истоку, у улици Вожда Карађорђа. Простор на коме се налази зграда, као и читав простор овог трга, био је ледина, а крајем 19. века служио је као пијаца.

## Историја
После ослобођења од Османлијског ропства, 1878. године, Ниш је подељен на округе, a након Берлинског конгреса, исте године постао је средиште новоослобођених крајева. У новој подели власти Кнежевине Србија је у Нишу, као новоослобођеном граду, установила општинска и среска Начелства. 
Како је у ослобођеном деловима Србије, бројне функције власти требало првенствено обезбеди остваривањем основних уставних начела и права у вековима поробљаваним областима са српским народом, општа организација власти у Нишу била је остварена у складу са Уставом Кнежевине Србије и Законом о устројству локалних власти. 
У новонасталим условима за потребе рада Среског начелства у Нишу, чији се срез све више развијао и увећавао, требало је изградити нову и функционално боље организовани и опремљену зграду. Зидање нове зграде започето је 1909. а завршено је 1910. године. 
По плановима за сада непознатог архитекте, зграда је изграђена на простору приземне беговске куће са доксатом, која је по ослобођењу Ниша од Османлија постала државна својина. У њој је годинама становао Никола - Коле Рашић, срески начелник. Са источне стране приземна беговска кућа се граничила са, кућом Мишићевих (која и данас постоји) и турском ислаханом, сиротиштем и занатским центром, са јужне прометном улицом Стамбол капија, са запада мење прометном улицом и са североистока са грађевином сличног архитектонског обликовања. Овај низ грађевина оријенталне архитектуре у централном језгру града, на данашњем Синђелићевом тргу прекинут је изградњом габаритно доминантне зграде Среског начелства, односно данашње „Палате правде”, чиме је заувек промењен и визуелни идентитет овог кварта Ниша.
После Другог светског рата спољна архитектура зграде Начелства била је потпуно измењена. Прво су уклоњени украси са лизене, па је фасада поједностављена, а затим је, приликом подизања још једног спрата и израде фасаде у вештачком камену, уништена целокупна сецесијска декорација. Грешка је увиђена и током последње реконструкције фасаде деведесетих година 20. века згради је вераћена сва сецесијска декорација.

## Архититектура
До данас није пронађен пројекат грађевине, па се не може са сигурношћу утврдити ко је њен пројектант, мада се по незваничним подацима, пројектантом сматра београдски архитекта Јован Новаковић. 
Првобитни изглед грађевине
Грађевина је разуђеног габарита, изграђена је у чистој сецесији. Ова се приземљем и спратом, пространа угаона грађевина разуђене је основе са, сатном кулом наслоњеној на засеченом углу зграде и часовницима на све четири стране, доминира својим изгледом као један од градских симбола. Чеони делови здања, ове разуђене зграде са приземљем и спратом, су димензија 31,25 и 72,10 метара. 
Кроз три лучна отвора на трему сатне куле, а потом кроз масивна лепо украшена двокрилна врата од пуног дрвета, улази се кроз главни улаз у зграду. Потом се у унутрашњости зграде, из осовине угаоног улаза и пространог вестибила одвајају се репрезентативна степеништа са три крака. Овај улаз представљала добро проучено и „чисто решење“ великог програма који је примеиван код оваквих објеката. 
Са спољне стране фасада здања изведена је у китњастој сецесији са декоративним површинама обрађеним геометријским и вегетабилним орнаментима, у фризу испод кровова и на широким лизенама. Ризалити на фасадама са „испадима“ од преко једног метра оживљавају целу композицију и дају здању монументаланост, коме још више доприноси и угаона сатна кула са својим пирамидалним завршетком и громограмским стубом на врху.
Доградња зграде и данашњи изглед
Прва доградња обављена је 1937. године када је у наставку зграде, према Вождовој улици, дограђен тракт исте спратности, у дужини од око 30 метара. Пројекат доградње радио је београдски архитекта Драго Видачек. 
Друга доградња извршена је 1957. године и захвата надградњу још једног спрата (сада је то зграда у целини). Пројекат надградње другог спрата радио је архитекта Десимир Данчевић из Ниша. Том доградњом добијено је 17 канцеларија, уведено је централно грејање и извршена адаптација дактилобироа.
Године 1989. и 1990. извршен је откуп станова на првом улазу суседне стамбене зграде "Бановински станови", а потом је пробијен бочни зид и извршено функционално повезивање тог простора и судске зграде. У току 1995. године извршена је доградња северног дела зграде, на празном простору између зграде саграђене 1910. и доградње извршене 1937. године. Овом доградњом добијено је шест канцеларија, укупне површине 100 m2. 
Последња доградња зграде извршена је у току 2012—2013. године и захвата надградњу још једног спрата у поткровљу зграде где су смештене просторије Вишег суда у Нишу и Правосудне академије.
Према пројекту Завода за заштиту споменика у Нишу (главног пројектанта Милорада Војиновића, дипл. инж. архитекта), 1997. године, извршена је реконструкција крова, куле, сата, спољне фасаде, улазног дела, ентеријера и степеништа, према њеном изгледу из 1910. године. На фасади су урађени и вајарски радови, „фасадни орнаменти” (рад академског вајара Василија Перевалова из Ниша), којих није било пре реконструкције. Тада је овој згради враћена сва орнаментика коју је имала када је давне 1886. године, подигнута за потребе тадашњег Среског начелства.
Након адаптације и реконструкције, по први пут, 23. октобра 1997. године, уграђено је осветљење зграде и фасаде (преко 23 рефлектора, који су монтирани на уличним електричним стубовима), тако да у току ноћи, зграда делује велелепно као један од неколико симбола Ниша.
У свом садашњем склопу зграда се састоји из приземља, двају спратова и поткровља, разуђене је основе, с истакнутим фасадним ризалитима, с игром кровних маса и наглашеном масивном вертикалом у виду куле. У подножју угаоне куле смештена је улазна партија, на коју се надовезује средишњи хол са степеништем, којим се остварује веза са спратовима.
Након ових радова овако зграда добила је садашњи изглед и намену, која приличи савременом добу. Згради је враћен и првобитни изглед, а створени су и задовољавајући услови за смештај свих правосудних органа Ниша у један грађевински простор, који је с правом назван „Палатом правде”.

## Заштита
Палата правде (која је у суштини сачувала аутентичан изглед) као  споменик културе који се налази  на територији града Ниша, у Нишу, у Улици вожда Карађорђа број 23, стављена је под заштиту државе, као један од репрезентативних примерака јавне градске архитектуре Ниша и Србије.  Заштићена околина споменика културе обухвата  катастарске парцеле: бр. 1973, 1974/1, 1974/2, 1974/3 и 1974/4, КО Ниш – Ћеле Кула, у државној својини.
Поред изузетних историјско-уметничких и архитектонских вредности, овај споменик културе има и историјски значај за континуитет правосуђа у јужној Србији.